# Otto Puchstein
Friedrich August Otto Puchstein (ur. 6 lipca 1856 w Łobzie, zm. 9 marca 1911 w Berlinie) – niemiecki archeolog klasyczny, wykładowca i historyk architektury. 

## Rodzina
Był synem łobeskiego mistrza piekarskiego Friedricha Puchsteina, który mieszkał przy ulicy Schilfstraße (ob. Murarska), gdzie miał sklep, piekarnię i mieszkanie, oraz dodatkowo prowadził  niewielkie gospodarstwo rolne. Friedrich Puchstein był też radnym miejskim, a później Starszym Cechu Piekarzy.
Otto ukończył szkołę podstawową w Łobzie, gimnazjum w Drawsku Pomorskim, gdzie zdał w roku 1875 maturę. 

## Praca naukowa
Studiował (1875/79) na Uniwersytecie w Strasburgu, gdzie w roku 1880 obronił pracę doktorską. Jeszcze podczas studiów, przed zdaniem państwowego egzaminu i uzyskaniem stopnia doktora w zakresie językowo-filologicznym, interesuje się archeologią klasyczną, filologią i kulturą Wschodu. Dlatego też, między innymi, został zaangażowany jako asystent w Muzeum Cesarskim w Berlinie. W dysertacji pracy doktorskiej wykazał swoje późniejsze zainteresowania, gdzie motywem przewodnim  tematycznym, była filologiczna analiza napisów na nagrobkach, pomnikach i przedmiotach sztuki z czasów antyku, znalezionych w Egipcie, tzw. Epigramów. Jego pierwszą samodzielną pracą, po rozprawie doktorskiej, była analiza treściowa napisów na nadstawkach i przykryciach waz kyreńskich. 
W latach 1881/83 otrzymał stypendium z Niemieckiego Instytutu Archeologicznego na badania. W latach 1882-1883 wraz z Carlem Hummanem badał tumulusy i hierotheseion (hierotezjon) Antiocha na górze Nemrut, leżącej na obszarze dawnego królestwa Kommagene. W 1896 roku został profesorem i wykładowcą Archeologii Klasycznej we Freiburgu (1905/11), a następnie sekretarzem generalnym Niemieckiego Instytutu Archeologicznego w Berlinie. Puchstein wspólnie z Robertem Koldeweyem prowadził wykopaliska na południu Włoch i na Sycylii, gdzie pracował w Baalbek, Palmyra, w Nemrut Dagi i w Hattusa, a towarzyszył mu jako fotograf w 1905 r. jego bratanek Erich Puchstein.  Był współzałożycielem Muzeum Pergamońskiego w Berlinie i Ołtarza Pergamońskiego.

## Wybrane publikacje
Wybrane publikacje autora:
- Epigrammata Graeca in Aegypto reperta. Truebner, Strassburg, 1880 (= Dissertation).
- Reisen in Kleinasien und Nordsyrien. Reimer, Berlin 1890 (online).
- Die griechischen Tempel in Unteritalien und Sicilien. 1. Band Text, 2. Band Tafeln. Asher, Berlin 1899.
- Beschreibung der Skulpturen aus Pergamon, 1 Gigantomachie. 2. Auflage. Reimer, Berlin 1902.
- Führer durch die Ruinen von Baalbek. Reimer, Berlin 1905.

## Upamiętnienie

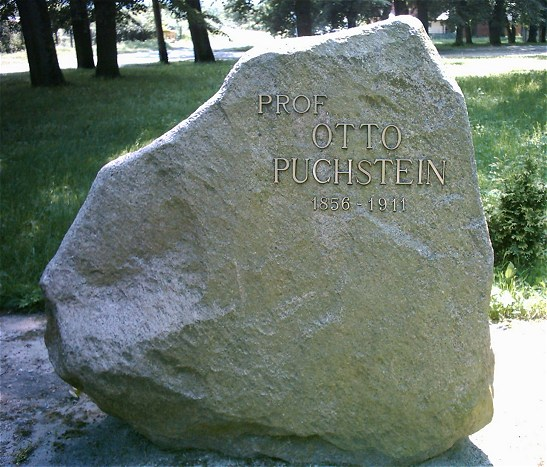
Kamień pamięci

Wieczorem 8 marca doznał krwawego wylewu do mózgu, a rano 9 marca o godz. 3 zmarł mając zaledwie 55 lat. 11 marca 1911 r. w Berlinie z udziałem przedstawicieli Dworu Cesarskiego, Senatów Uniwersyteckich i członków Instytutów Naukowych, odbyła się uroczystość żałobna. Potem zgodnie z życzeniem Ottona Puchsteina, ciało jego zostało przewiezione do Łobza, gdzie znajdował się grobowiec rodowy i duży narzutowy głaz z metalową czcionką głoszącą, iż jest to grobowiec, osiadłej i zakorzenionej w Łobzie od XII w. rodziny Puchsteinów. Nad grobem, Otto Puchsteina pożegnał Rektor Uniwersytetu Fryburskiego profesor Fabrycius.
W roku 2002 w Łobzie ustawiono na cmentarzu pamiątkowy kamień pamięci dla Otto Puchsteina. W ceremonii brał udział bratanek profesora o tym samym imieniu Otto (ur. 1934 r. syn Fritza i Eryki Puchstein), który w odziedziczonej szafie odkrył 500 fotografii i negatywów z roku 1905 (autorstwa Ericha Puchsteina) z terenu wykopalisk w Pergamonie i Baalbeku (leżących na terenie dzisiejszej Turcji i Libanu) i dzięki pomocy Dietera Fröbla, (nauczyciela z Naumburga, urodzonego w Łobzie) zgodził się uczestniczyć w ceremonii odsłonięcia. Imiennik Otto Puchsteina i prawnuk jego brata, mieszkający w RFN, Hilzingen założył w Weiterdingen archiwum dokumentujące dzieje rodziny Puchstein na przestrzeni dwustu lat, ciągle je rozbudowując i uzupełniając.